# Third Party Logistics
Third Party Logistics  (англ.) (3PL) — предоставление логистических услуг или комплекса услуг от доставки и адресного хранения до управления заказами и отслеживания движения товаров. В функции поставщика услуг входит организация и управление перевозками, учёт и управление запасами, подготовка импортно-экспортной и фрахтовой документации, складское хранение, обработка груза, доставка конечному потребителю.
В России услуги 3PL предоставлют логистические сортировочные центры Почты России, среди которых Логистический центр Внуково — крупнейший в России.